# Les Monthairons
Les Monthairons és un municipi francès situat al departament del Mosa i a la regió del Gran Est. L'any 2007 tenia 366 habitants.

## Demografia

### Població
El 2007 la població de fet de Les Monthairons era de 366 persones. Hi havia 137 famílies, de les quals 32 eren unipersonals (16 homes vivint sols i 16 dones vivint soles), 31 parelles sense fills, 55 parelles amb fills i 19 famílies monoparentals amb fills.
La població ha evolucionat segons el següent gràfic:
Habitants censats

### Habitatges
El 2007 hi havia 157 habitatges, 141 eren l'habitatge principal de la família, 3 eren segones residències i 13 estaven desocupats. 141 eren cases i 14 eren apartaments. Dels 141 habitatges principals, 91 estaven ocupats pels seus propietaris, 46 estaven llogats i ocupats pels llogaters i 5 estaven cedits a títol gratuït; 8 tenien dues cambres, 19 en tenien tres, 34 en tenien quatre i 81 en tenien cinc o més. 117 habitatges disposaven pel capbaix d'una plaça de pàrquing. A 54 habitatges hi havia un automòbil i a 66 n'hi havia dos o més.

### Piràmide de població
La piràmide de població per edats i sexe el 2009 era:
| Homes | Edats   | Dones |
| ----- | ------- | ----- |
| 0     | 95 o +  | 0     |
| 0     | 90 a 94 | 4     |
| 0     | 85 a 89 | 0     |
| 4     | 80 a 84 | 0     |
| 4     | 75 a 79 | 12    |
| 4     | 70 a 74 | 8     |
| 8     | 65 a 69 | 0     |
| 16    | 60 a 64 | 4     |
| 4     | 55 a 59 | 16    |
| 12    | 50 a 54 | 8     |
| 16    | 45 a 49 | 8     |
| 16    | 40 a 44 | 12    |
| 12    | 35 a 39 | 20    |
| 20    | 30 a 34 | 24    |
| 12    | 25 a 29 | 4     |
| 8     | 20 a 24 | 8     |
| 28    | 15 a 19 | 20    |
| 12    | 10 a 14 | 12    |
| 8     | 5 a 9   | 12    |
| 16    | 0 a 4   | 16    |

## Economia
El 2007 la població en edat de treballar era de 229 persones, 168 eren actives i 61 eren inactives. De les 168 persones actives 147 estaven ocupades (85 homes i 62 dones) i 22 estaven aturades (10 homes i 12 dones). De les 61 persones inactives 14 estaven jubilades, 25 estaven estudiant i 22 estaven classificades com a «altres inactius».

### Ingressos
El 2009 a Les Monthairons hi havia 139 unitats fiscals que integraven 358 persones, la mediana anual d'ingressos fiscals per persona era de 14.406 €.

### Activitats econòmiques
Dels 6 establiments que hi havia el 2007, 1 era d'una empresa extractiva, 1 d'una empresa alimentària, 2 d'empreses de fabricació d'altres productes industrials, 1 d'una empresa de comerç i reparació d'automòbils i 1 d'una empresa d'hostatgeria i restauració.
L'únic establiment comercial que hi havia el 2009 era una fleca.
L'any 2000 a Les Monthairons hi havia 8 explotacions agrícoles.

## Equipaments sanitaris i escolars
El 2009 hi havia una escola maternal integrada dins d'un grup escolar amb les comunes properes formant una escola dispersa.

## Poblacions més properes
El següent diagrama mostra les poblacions més properes.